# Jacob Haafner

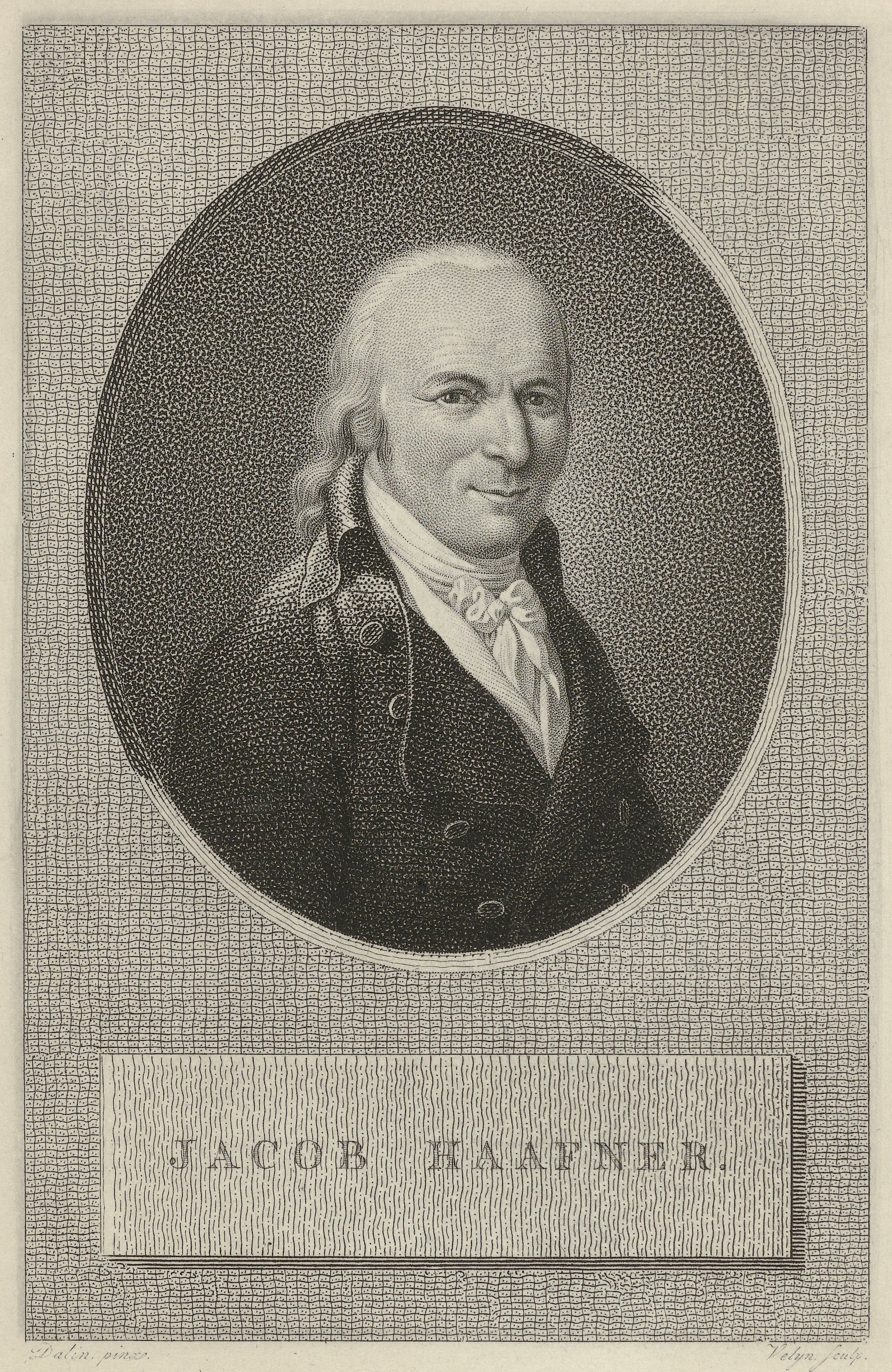
Jacob Haafner rond 1800

Jacob Gottfried Haafner (Halle, 13 mei 1754 – Amsterdam, 4 september 1809) was een Duits-Nederlands schrijver van reisverslagen. Haafner schreef over zijn leven en reizen in Zuid-Afrika, Voor-Indië en Ceylon vijf reisverhalen. Hij had een afschuw van westers kolonialisme, de zending en slavernij. Bij zijn terugkeer schreef hij de eerste globale verhandeling tegen het kolonialisme en de zending. Hij bezat een uitstekende kennis van Indische talen, vooral van het Tamil, en kende daarnaast Hindi en Bengali, en enig elementair Sanskriet.

## Biografie
Jacob was de oudste zoon van een arts, afkomstig uit Colmar, die zich via Emden in Amsterdam vestigde. Hij werd in 1766 door zijn vader, die had aangemonsterd als scheepschirurgijn, meegenomen naar Batavia, waar hij als 12-jarige hulpeloos aankwam, omdat zijn vader onderweg, in Kaap de Goede Hoop, stierf. Het leven in de Oost beviel hem niet en al spoedig was hij terug in Kaapstad, en een jaar later in Medemblik. Jacob legde zich toe op de schilderskunst, en ging in de leer bij Reinier Vinkeles. In 1771 monsterde hij zich opnieuw aan voor een reis naar de Oost. Zes jaar werkte hij voor de Verenigde Oostindische Compagnie als boekhouder in Negapattinam.
In 1779 nam Haafner ontslag en vond een baan in Sadraspatnam, waar hij trouwde met een inlandse. Bij een aanval van de Engelsen in 1781 werd hij op transport gesteld naar Madras. In 1782 verscheen een Franse vloot voor de stad. De situatie in de stad verslechterde van dag tot dag. De hongersnood maakte iedere dag honderd slachtoffers. Haafner wist te vluchten naar Ceylon, waar hij een huisje kocht in een aards paradijs.
Hij zwierf over de Kust van Coromandel, maar kwam uiteindelijk terecht in Calcutta. Na de dood van zijn geliefde reisde hij terug naar Amsterdam, waar hij Schlegel ontmoette. In juni 1796 wendde hij zich tot het Oostindisch Comité – de opvolger van de Heren XVII van de VOC – op zoek naar een functie. Een afwijzing volgde en Haafner vulde zijn dagen met schrijven en met het bestuderen van het Ramayana-epos.

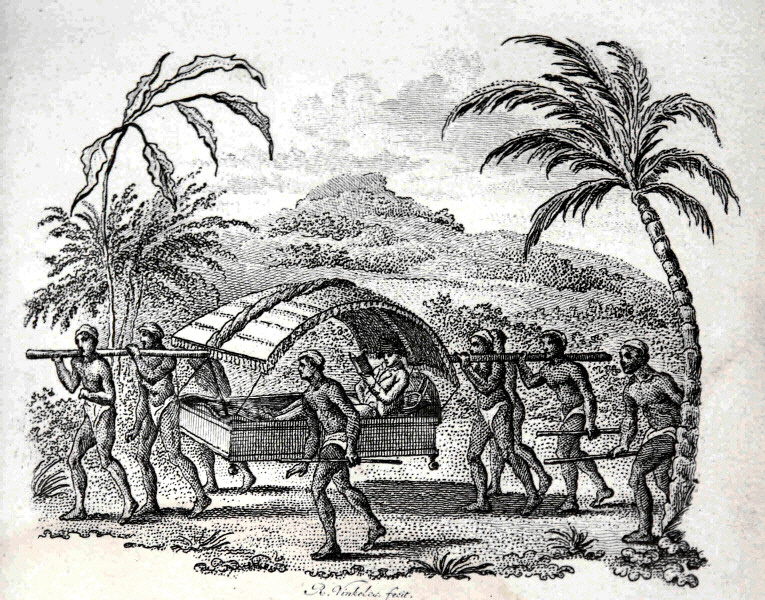
Haafner op reis in een draagstoel

In 1805 veroorzaakte hij opschudding in Nederlandse zendingskringen door een prijsvraag van Teylers Godgeleerd Genootschap over het nut van de zending zo compromisloos negatief te beantwoorden, dat het twee jaar duurde voordat het traktaat in druk verscheen. Ongetwijfeld met spijt in het hart kenden de heren van het Genootschap de prijs toch aan Haafner toe: hij was namelijk de enige inzender en kwaliteit kon aan zijn inzending niet worden ontzegd.
Vanaf 1806 verschenen zijn reisverhalen, met de Lotgevallen op eene reize van Madras over Tranquebaar naar het eiland Ceilon als eerste. Hij had er ogenblikkelijk succes mee. Uitvoerig steekt Haafner de loftrompet op de vorst van Mysore, Haidar Ali, die de macht van de Engelsen in India in die jaren op zijn grondvesten deed schudden.
Reize in eenen Palanquin van Jacob Haafner verscheen in de bewerking van Thomas Rosenboom onder de titel Exotische Liefde.

## Bron
- Velde, P. van de (2008) Wie onder palmen leeft. De sublieme wereld van Jacob Haafner (1754 – 1809)

## Noot
1. ↑  Uitgebreid verslag over Jacob Haafner in het Engels.

- Bibliothèque nationale de France: cb130053447 (data)
- Biografisch Portaal: 51437326
- Digitale Bibliotheek voor de Nederlandse Letteren: haaf001
- Gemeinsame Normdatei: 11920231X
- International Standard Name Identifier: 0000 0003 8508 1163
- Library of Congress Control Number: n86047179
- Nationale Bibliotheek van Tsjechië: jo20221171303
- Nationale Bibliotheek van Israël: 987007335787905171
- Nederlandse Thesaurus van Auteursnamen: 069295492
- Système universitaire de documentation: 141903627
- Virtual International Authority File: 279566733
- WorldCat: E39PBJfmkTbCqxymdbcGmPfXh3